# Condado Beach
Condado Beach – Tommy Flanagan's Super Jazz Trio – album muzyczny złożony z nagrań dokonanych przez amerykańskiego pianistę jazzowego Tommy’ego Flanagana oraz towarzyszących mu muzyków.
Album ten składa się z:
- 6 nagrań dokonanych 21 listopada 1978 w Nowym Jorku przez Flanagana, Joego Chambersa i Reggiego Workmana, a opublikowanych w 1978 na LP wydanym w Japonii pod tytułem Super Jazz Trio,
- 1 nagrania z sesji z 22 czerwca 1976 w Nowym Jorku, kiedy to Flanagan (w duecie z gitarzystą Jimem Hallem) nagrał m.in. utwór "My One And Only Love", zamieszczony na LP Jima Halla Commitment (A&M / Horizon SP-715),
- 5 nagrań z sesji zarejestrowanych w dniach 3 – 5 listopada 1977 w Nowym Jorku, kiedy Flanagan (w duecie z basistą Keterem Bettsem) nagrał pięć kompozycji Buda Powella; cztery pierwsze umieszczone już były na LP-składance I Remember Bebop (Columbia C2 35381), a piąte na kontynuacji tej płyty pt. They All Played Bebop (Columbia C2 38039). Nagrania te nie były wcześniej publikowane na CD.

Album "Tommy Flanagan's Super Jazz Trio – Condado Beach" ukazał się w kwietniu 2009. CD został wydany przez firmę Jazz Row (JR656).

## Muzycy
- Tommy Flanagan – fortepian
- Joe Chambers – perkusja (1-6)
- Reggie Workman – kontrabas (1-6)
- Jim Hall – gitara (7)
- Keter Betts – kontrabas (8-12)

## Lista utworów
| 1.  | "Pent-Up House" (Sonny Rollins)      | 5:33    |
|     |                                      |         |
| 2.  | "Condado Beach" (Joe Chambers)       | 10:22   |
|     |                                      |         |
| 3.  | "Let's Call This" (Thelonious Monk)  | 7:18    |
|     |                                      |         |
| 4.  | "So Sorry, Please" (Bud Powell)      | 8:04    |
|     |                                      |         |
| 5.  | "Ballad" (Tommy Flanagan)            | 4:32    |
|     |                                      |         |
| 6.  | "Milestones" (Miles Davis)           | 6:41    |
|     |                                      |         |
| 7.  | "My One And Only Love" (Guy Wood)    | 5:48    |
|     |                                      |         |
| 8.  | "Strictly Confidental" (Bud Powell)  | 2:58    |
|     |                                      |         |
| 9.  | "Dance Of The Infields" (Bud Powell) | 2:37    |
|     |                                      |         |
| 10. | "Bouncing With Bud" (Bud Powell)     | 2:39    |
|     |                                      |         |
| 11. | "I'll Keep Loving You" (Bud Powell)  | 2:53    |
|     |                                      |         |
| 12. | "So Sorry, Please" (Bud Powell)      | 3:12    |
|     |                                      |         |
|     |                                      | 1:02:37 |
|     |                                      |         |

## Informacje uzupełniające
- Tekst wkładki do płyty – Valerie Neil
- Łączny czas nagrań – 62:42